# Liste der Auslandsvertretungen Lettlands

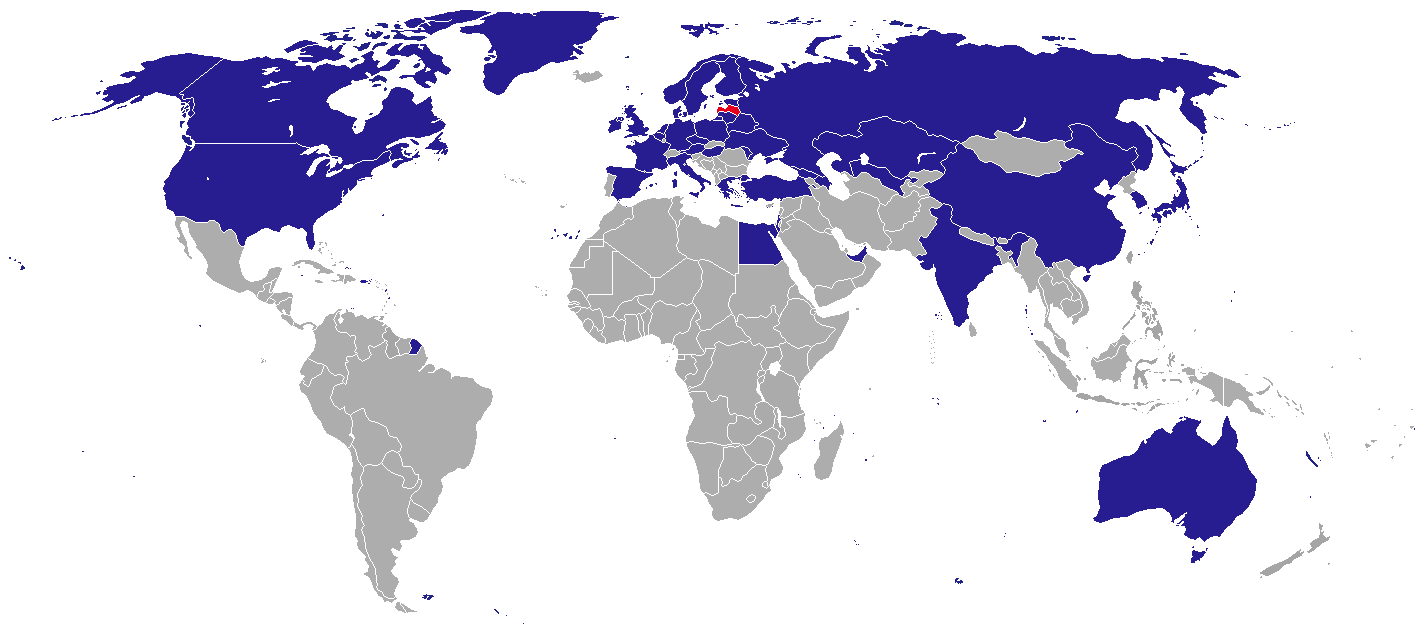
Standorte der diplomatischen Vertretungen Lettlands

Dies ist eine Liste der diplomatischen Vertretungen Lettlands.

## Diplomatische Vertretungen

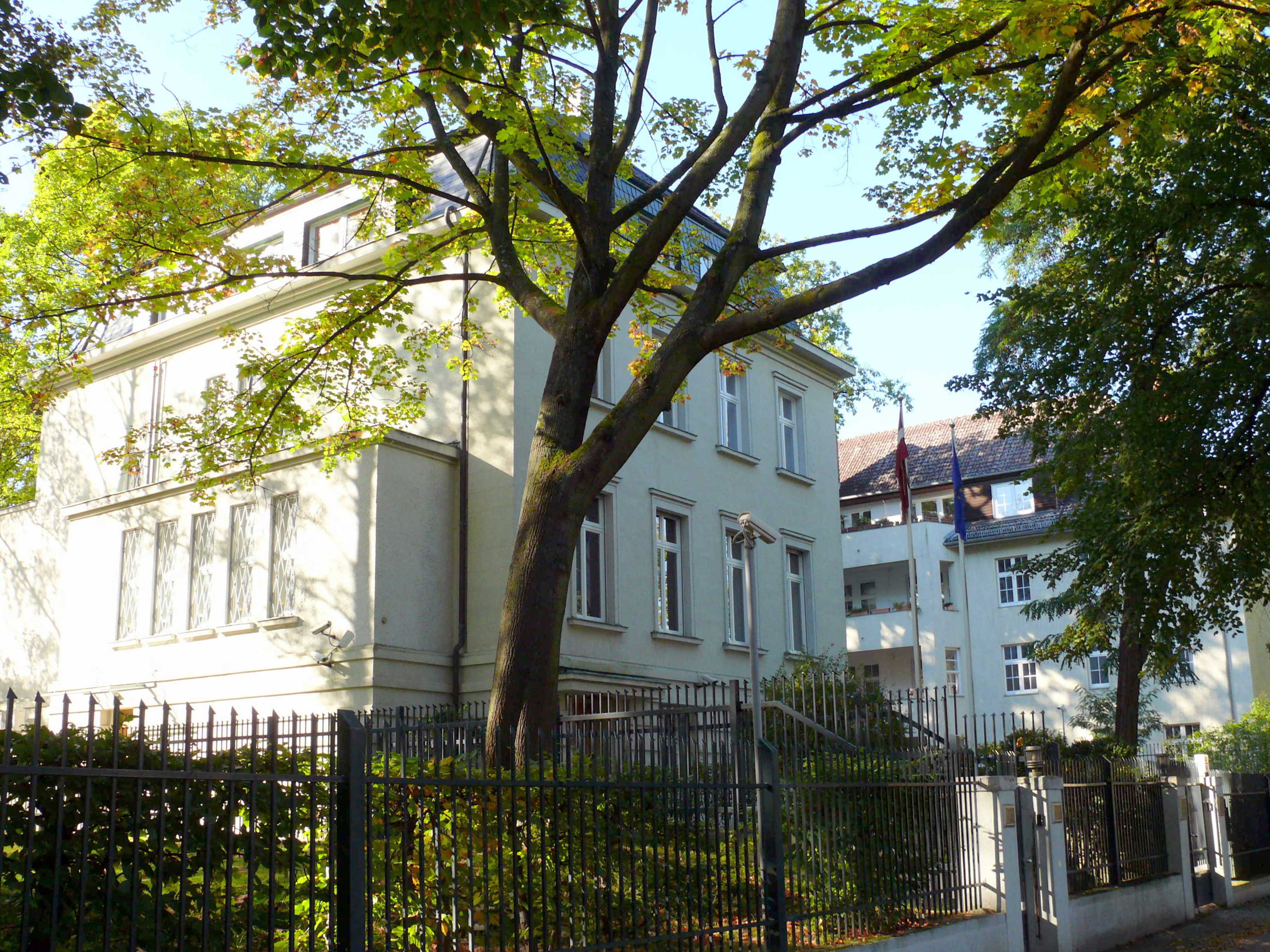
Lettische Botschaft in Berlin

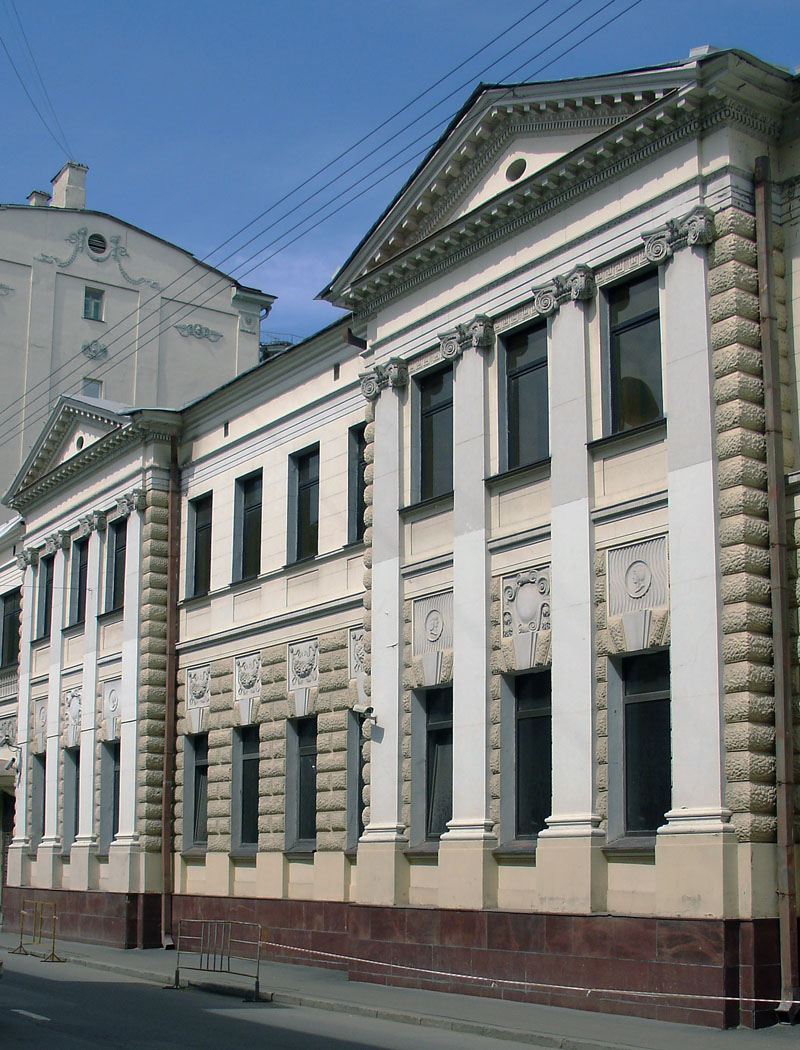
Lettische Botschaft in Moskau

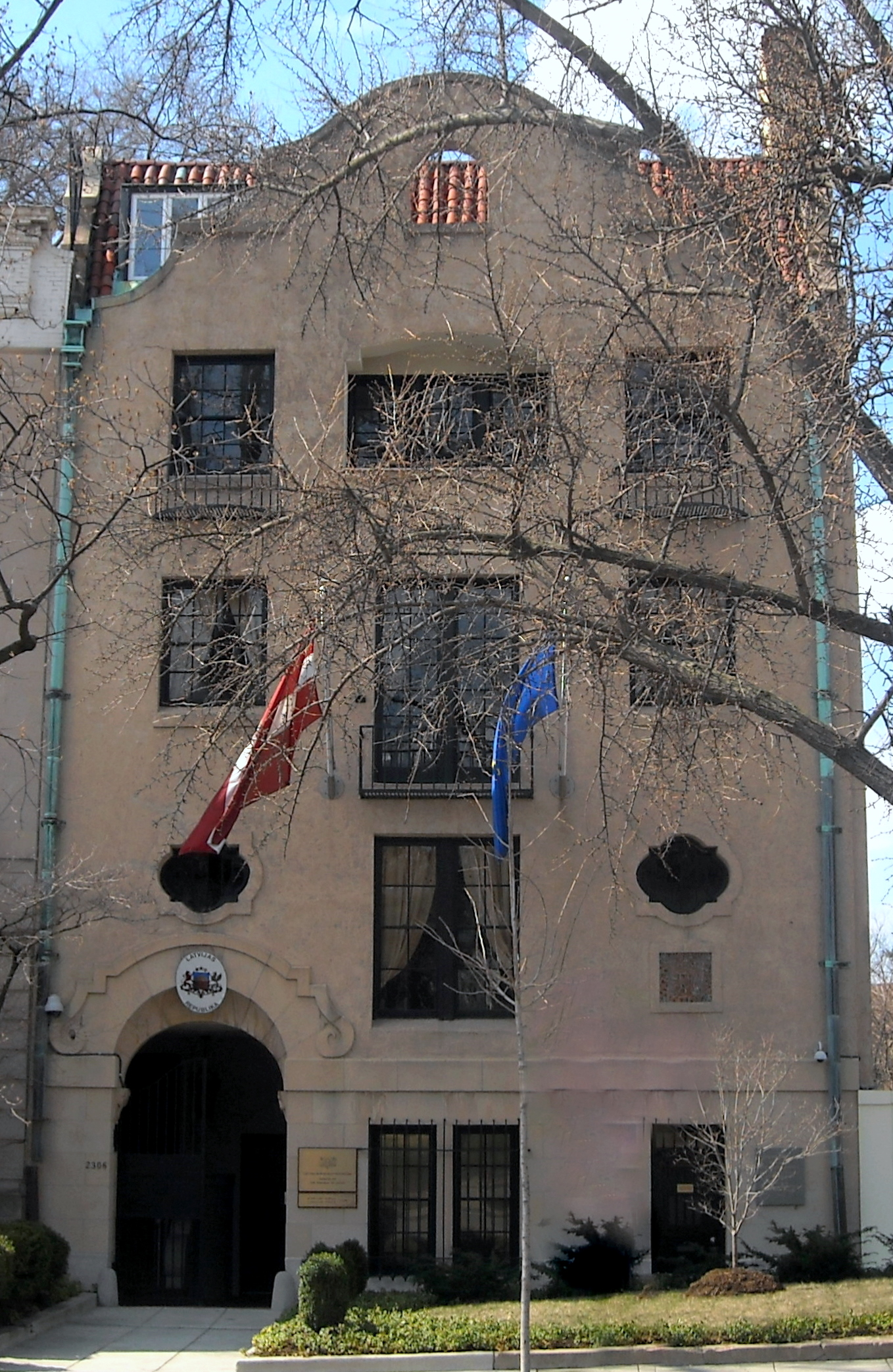
Lettische Botschaft in Washington, D.C.

### Afrika
- Ägypten: Kairo, Botschaft

### Asien
| - Aserbaidschan: Baku, Botschaft - Volksrepublik China: Peking, Botschaft - Indien: Neu-Delhi, Botschaft - Israel: Tel Aviv, Botschaft - Japan: Tokio, Botschaft | - Kasachstan: Astana, Botschaft - Südkorea: Seoul, Botschaft - Usbekistan: Taschkent, Botschaft - Vereinigte Arabische Emirate: Abu Dhabi, Botschaft |

### Europa
| - Belgien: Brüssel, Botschaft - Dänemark: Kopenhagen, Botschaft - Deutschland: Berlin, Botschaft - Deutschland: Bonn, Konsulat - Estland: Tallinn, Botschaft - Finnland: Helsinki, Botschaft - Frankreich: Paris, Botschaft - Georgien: Tiflis, Botschaft - Griechenland: Athen, Botschaft - Irland: Dublin, Botschaft - Italien: Rom, Botschaft - Litauen: Vilnius, Botschaft - Moldau: Chișinău, Botschaft - Niederlande: Den Haag, Botschaft - Norwegen: Oslo, Botschaft | - Österreich: Wien, Botschaft - Polen: Warschau, Botschaft - Russland: Moskau, Botschaft - Russland: Sankt Petersburg, Generalkonsulat - Russland: Kaliningrad, Konsulat - Russland: Pskow, Konsulat - Schweden: Stockholm, Botschaft - Spanien: Madrid, Botschaft - Tschechien: Prag, Botschaft - Türkei: Ankara, Botschaft - Ukraine: Kiew, Botschaft - Ungarn: Budapest, Botschaft - Vereinigtes Königreich: London, Botschaft - Belarus: Minsk, Botschaft - Weißrussland: Wizebsk, Konsulat |

### Nordamerika
- Kanada: Ottawa, Botschaft
- Vereinigte Staaten: Washington, D.C., Botschaft

## Vertretungen bei internationalen Organisationen
- Europäische Union: Brüssel, Ständige Vertretung
- Europarat: Straßburg, Ständige Vertretung
- NATO: Brüssel, Ständige Vertretung
- Vereinte Nationen: New York, Ständige Vertretung
- Vereinte Nationen: Genf, Ständige Vertretung
- Vereinte Nationen: Wien, Ständige Vertretung
- Organisation der Vereinten Nationen für Erziehung, Wissenschaft und Kultur (UNESCO): Paris, Ständige Vertretung
- Ernährungs- und Landwirtschaftsorganisation der Vereinten Nationen (FAO): Rom, Ständige Vertretung